# Albergue para refugiados de Fort Ontario

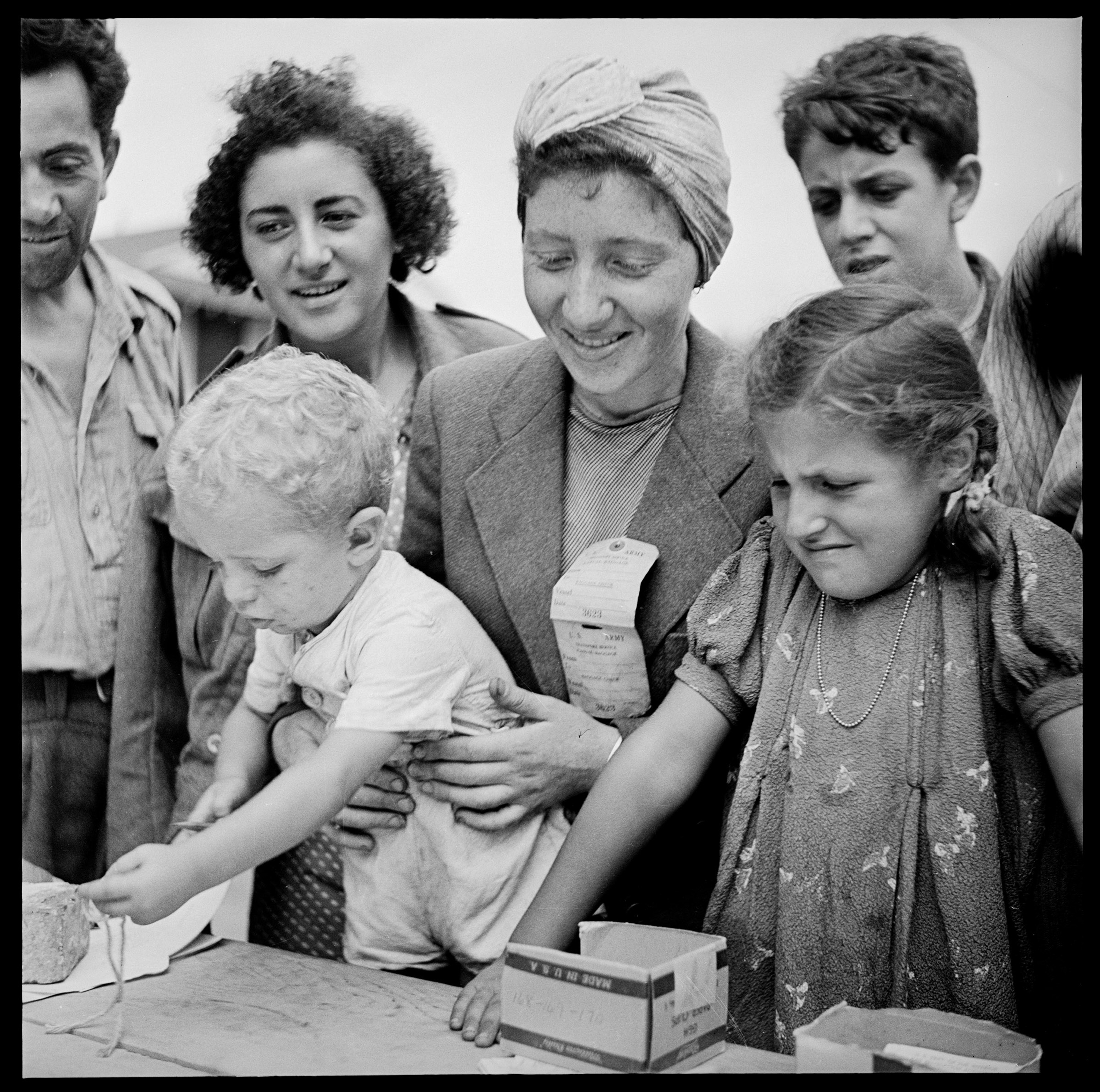
Personas registrándose en el albergue para refugiados de Fort Ontario, Oswego, Nueva York, 08-1944

El albergue para refugiados de Fort Ontario, conocido también como "Refugio Seguro" y ubicado en Oswego, Nueva York, fue el primer y único centro de refugiados fundado en los Estados Unidos durante Segunda Guerra Mundial. Entre 1944 y 1945, el albergue acogió con los brazos abiertos a casi 1000 refugiados europeos, sobre todo descendientes de judíos. A todo aquel esfuerzo de "acoger" se le llamó “Refugio Seguro”. Hoy en día, se ha reconvertido en el Safe Haven Museum and Education Center.

## La creación del albergue para refugiados
El albergue para refugiados de Fort Ontario se fundó  Oswego, Nueva York el 22 de junio de 1944, por petición expresa del presidente Franklin D. Roosevelt. Primer y único centro de refugiados de los Estados Unidos, su gestión recayó en las Autoridades de Recolocación de la Guerra. En agosto de 1944, acogió a 982 refugiados, la mayoría judíos procedentes de Alemania, Austria, Polonia y las otrora Checoslovaquia y Yugoslavia.

## Localización e historia
Fort Ontario tenía una extensión de unos 320 000 m² sobre el Lago Ontario. A lo largo de la historia ha cubierto propósitos distintos. Actuó como centro del  negocio de pieles británico; fue base militar activa del ejército estadounidense, desde la guerra de 1812 hasta la Guerra Mundial II, convirtiéndose entonces en un gran depósito de suministros para las tropas; y se empleó como centro de alfabetización hasta el 15 de marzo de 1944, momento en que cerró sus puertas. Fue entonces cuando Oswego, Nueva York, que se había beneficiado de los ingresos procedentes del fuerte, envió a una delegación a Washington D. C. para solicitar su reapertura, que se produjo finalmente en forma de albergue para refugiados. 

## Albergue para refugiados
La Junta para los Refugiados de Guerra se encargó de la creación del campamento, la selección de sus residentes y de buena parte de su gestión hasta el cierre del centro el 6 de junio de 1945. Durante todo este proceso, la Junta siempre tuvo en cuenta la posible influencia del albergue en cuestiones más amplias relacionadas con los refugiados.
Las Autoridades de Reubicación de Guerra (ARG) poseían experiencia previa en cuanto a la gestión de campamentos de este estilo en Estados Unidos. Nótese que, en el pasado, ya habían puesto en marcha los llamados campos de reubicación para japoneses. Principalmente, se ocupaban, entre otras funciones, de atender los problemas del día a día. En este sentido, la ARG de las opiniones de un organismo afín, la Junta para los Refugiados de Guerra (JRG). Las ARG (Autoridades de Reubicación de Guerra) advirtieron, mientras dirigían los campos de concentración para los japoneses, que, a fin de que el campamento funcionase adecuadamente y prevenir revueltas, era menester establecer una serie de normas previas a la ordenación de los mismos. Mientras que la JRG (Junta para los Refugiados de Guerra) buscaba implementar estas medidas paulatinamente cuando los albergues estuvieran organizados puesto que quería ganarse la aprobación y el apoyo de la opinión pública. 

## La inmigración
La creación del campamento despertó resquemores relacionados con el tema de la inmigración. Sin embargo, el presidente Roosevelt dejó muy claro que, con el campamento, no se infringiría la ley. Los refugiados permanecerían poco tiempo en tierras norteamericanas y no obtendrían ni la ciudadanía ni la nacionalidad automáticas. Además, se aseguró al Congreso que se implantarían controles para impedir la huida de refugiados para lo cual, se pensó en instalar focos luminosos a lo largo de la cerca metálica de dos metros que rodeaba el campamento y se propuso contratar a 150 guardias armados rodeándolo. Ninguna de estas dos medidas llegó a implantarse. Con todo y con eso, dada la condición de “invitados” de los refugiados, estos no podían trabajar ni desplazarse más allá de Oswego.
Cuando el 6 de mayo de 1945, a los 24 días de la muerte del presidente Roosevelt, Alemania firmó el armnisticio, la cuestión de qué hacer con el albergue se convirtió en un problema de máxima urgencia. El internamiento era un asunto cada vez más delicado y devolver a los refugiados a sus hogares o permitirles la integración en Estados Unidos se convirtió en un asunto de máxima urgencia. 
Un subcomité abogó por dar clausura al albergue, y por ende, este cerró sus puertas en febrero de 1946. Algunos refugiados decidieron regresar a Europa, bien para encontrarse con sus familiares o bien porque creían que sus negocios y antiguos hogares permanecerían tal y como los habían dejado. Otros (un 60%) preferían quedarse en EE. UU. puesto que no querían volver a un lugar donde, pensaban, no tenían futuro. A muchos de estos se les concedió un permiso temporal y tuvieron la oportunidad de permanecer en el país, a menudo en casas de familiares o amigos.

## Selección y procesos previos en Italia
A la hora de seleccionar qué refugiados tendrían permitida la entrada en Estados Unidos, la Junta de los Refugiados de Guerra y el presidente Roosevelt establecieron una serie de requisitos específicos. Para empezar, el enviado especial Leonard Ackerman viajó a Italia con el fin de agilizar la selección y conducir a los elegidos hasta el puerto de Nápoles. Los requisitos que tenía que cumplir los seleccionados eran, entre otros, no disponer de otro lugar de asilo y ser, principalmente, mujeres y niños (no se admitirían hombres en buena condición física) acompañados de un par de rabinos, media docena de médicos y suficientes trabajadores con la cualificación necesaria para encargarse del mantenimiento del campamento.

El Presidente de los Estados Unidos ha declarado que llevarán a aproximadamente mil refugiados procedentes de Italia (pero de nacionalidad no italiana) hasta los Estados Unidos. Allí, los mantendrán en un albergue para refugiados situado en Fort Ontario, cerca de Oswego, en el Estado de Nueva York. El campo se encuentra en condiciones apropiadas para poder permanecer allí lo que dure la guerra. Además, los refugiados llegarán hasta Fort Ontario sin seguir los procedimientos habituales de inmigración y su refugio estará equipado con todo lo necesario para brindarles el mayor apoyo de modo que, según se ha dispuesto, puedan volver a sus casas cuando termine la guerra. Está previsto que se seleccione y se traslade lo antes posible a las personas que lo soliciten y se dará preferencia a aquellos refugiados para los que no haya ningún otro refugio ni protección inmediata disponible. Por lo tanto, si desea hacer una solicitud de admisión, por favor rellene un único formulario para usted y su familia todos los miembros de su familia directa. Le notificaremos si le hemos aceptado tan pronto como sea posible, después de haber recibido todas las solicitudes. Subcomisión de Personas Desplazadas; Comisión de control aliada, aviso y aplicación, 20 de junio de 1944
 

Además de las jornadas de espera en el puerto de Nápoles, el buque Henry Gibbons, que trasladaba a territorio norteamericano a los elegidos, tardó 17 días en cruzar el Atlántico. Para la mayoría, el viaje fue extremadamente incómodo. Se les proveyó de una serie de hamacas de tela de tres capas en lugar de las lujosas camas y sábanas que esperaban. Cuando, poco después de llegar al Atlántico, se adentraron en las líneas de fuego enemigo, el barco expulsó humo negro para camuflarse, según el procedimiento estándar. Sin embargo a alguien se olvidó abrir las rejillas de la ventilación y las cubiertas inferiores se llenaron de humo, lo cual aumentó el terror de los refugiados alojados en esa zona. Asimismo la mezcla de una dieta ordinaria y la travesía marina tuvo un efecto negativo sobre aquellos que estaban acostumbrados a pasar hambre o a una mala nutrición. En resumen, la mayoría de ellos enfermó durante la travesía o parte de esta. 
El Henry Gibbons llegó a Nueva York el 3 de agosto de 1944. Los refugiados tuvieron que permanecer en el barco una noche más con tal de permitir la retirada y hospitalización de los soldados heridos que habían viajado en los otros buques del convoy. 
También la experiencia del desembarco resultó traumática para algunos de los refugiados. Sin explicación alguna, se vieron sometidos a la misma rutina por parte de los guardias armados de los controles (por ejemplo se les rociaba con un spray para despiojar), que los sumió en el miedo y la confusión. Sólo entonces se les permitía partir hacia Oswego en un viaje de tren que duraba alrededor de dos días.

## La vida en el refugio
Al llegar a Fort Ontario, muchos de los refugiados se mostraron sorprendidos, asustados e incluso enfadados al ver que el campamento estaba rodeado por una alambrada de espino. En ese momento sintieron que habían salido de Europa expectantes por encontrar libertad y seguridad y, en cambio, habían acabado en otro campo de concentración más. Únicamente después de las explicaciones que recibieron de un guardia de la fortaleza, los refugiados comenzaron a aceptar la presencia constante de la alambrada que, no obstante, suponía una pérdida sustancial de libertad. 
Durante el primer mes, los refugiados no podían abandonar el campamento. A los parientes que habían viajado hasta Oswego tampoco se les permitía entrar en las instalaciones y el contacto con el interior se producía a través de un valla. De hecho, cuando algunos de los lugareños visitaban el campo para dar la bienvenida a los recién llegados y repartían dulces y regalos, lo hacían a través de esa valla. 
En el albergue había 496 "unidades", familias o personas sin acompañantes, muchas de las cuales aspiraban a reunirse con parientes que ya estuvieran en los Estados Unidos. Las razones para viajar a Oswego eran diversas. Algunos refugiados se interesaban por la atención médica que se les podría dar en los Estados Unidos. Durante la Guerra, la mayoría habían experimentado traumas lacerantes y, por ello, necesitaban recuperarse. Casi 100 refugiados procedían del Campo de concentración de Buchenwald o del de Dachau y habían sufrido escasez de alimentos, enfermedades, torturas y vejaciones. Había refugiados que llegaron al campamento en pos del sistema educativo norteamericano. Otros buscaban trabajo  y oportunidades económicas. 
No obstante, el albergue ni se había informado ni se preocupaba por las expectativas que los refugiados traían consigo. Su único propósito era cubrir sus necesidades básicas. El único plan de Sanidad existente atentaba, a menudo, contra la salud de grupos y particulares; nunca hubo planes de educación para los niños. 
De los 982 refugiados que residieron en el albergue para refugiados de Fort Ontario, 187 tenían menos de 16 años y 116 rondaban los 60. La gran mayoría del grupo era judía, mientras que el resto se dividía entre católicos, protestantes y ortodoxos griegos y rusos. Las disparidades religiosas (así como la diferencias de edad y nacionalidad) provocaban tensiones entre los exiliados en el campo.
Mientras, en él, muchos se quejaban de la privación de libertad a la que estaban sometidos. Los agentes de la aduana confiscaban sus bienes, censuraban su correo y además como ya se ha explicado arriba los refugiados no podían abandonar el campo. Sin embargo, en septiembre, se acabó con la cuarentena. Los residentes del campamento recibieron pases de 6 horas a Oswego. Oleadas de miles de visitantes inundaron el campo. El 20 de septiembre de 1945, Eleanor Roosevelt acompañada por la señorita Henry Morgenthau junior, visitó el campo.
Un descubrimiento personal y la historia su historia familiar está en la referencia; y la siguiente sección de "véase también."

## En los medios
En 2001, la CBS produjo una TV movie titulada "Haven" que abarcaba la cuestión del albergue de refugiados y de Ruth Gruber.

En 2012, el programa de televisión "Ghost Hunters" realizó una investigación paranormal de este lugar.